# ماريو كاسيريس
ماريو كاسيريس (بالإسبانية: Mario Cáceres)‏ هو لاعب كرة قدم تشيلي، ولد في 17 مارس 1981 في سانتياغو في تشيلي. شارك مع منتخب تشيلي تحت 20 سنة لكرة القدم. أما مع النوادي، فقد لعب مع أريس تسالونيكي وأوداكس إيتاليانو وإيفرتون دي فينا ديل مار وباس جيانينا وسبورتينغ لشبونة ب وسبورتينغ لشبونة وكولو-كولو ونادي سانت غالن ويونيون إسبانيولا.

## وصلات خارجية
- ماريو كاسيريس على موقع الاتحاد الدولي (مؤرشف)  (الإنجليزية)
- ماريو كاسيريس على موقع قاعدة بيانات كرة القدم.إي يو (الإنجليزية)
- ماريو كاسيريس على موقع Soccerway.com (الإنجليزية)
- ماريو كاسيريس على موقع عالم كرة القدم.نت (الإنجليزية)